# Coeliccia scutellum
Coeliccia scutellum – gatunek ważki z rodziny pióronogowatych (Platycnemididae). Występuje w Wietnamie, Laosie i na południu chińskiej prowincji Junnan.